# クルーズ・メディーナ
- クルーズ・メディナ

クルーズ・イバン・メディーナ（Cruz Ivan Medina, 2006年9月24日 - ）は、アメリカ合衆国カリフォルニア州サンフランシスコ出身のプロサッカー選手。MLSネクストプロのサンノゼ・アースクエイクスII所属。ポジションはミッドフィールダー。

## 経歴
4歳でサッカーを始め、父が監督を務めるユースチームでプレーした。
2019年8月4日に15歳でサンノゼ・アースクエイクスとホームグロウン契約を結んだ。
2022年にリザーブチームのサンノゼ・アースクエイクスIIでプロデビューした。

## 代表歴
2023年のFIFA U-17ワールドカップ、CONCACAF U-17選手権のアメリカ合衆国代表に選出された。